# Coupe de Tunisie de football 1970-1971
Navigation
Coupe de Tunisie 1969-1970 Coupe de Tunisie 1971-1972
La Coupe de Tunisie de football 1970-1971 est la 16e édition de la coupe de Tunisie depuis 1956, et la 41e au total. Elle est organisée par la Fédération tunisienne de football (FTF).
La finale est disputée dans une atmosphère tendue et donne lieu à la fin du match à des actes de vandalisme qui amènent à la dissolution de l'Espérance sportive de Tunis (EST), qui est néanmoins réhabilitée quelques semaines plus tard par une décision du président Habib Bourguiba. La raison de la colère du public espérantiste est liée à la décision de la fédération de ne pas faire jouer un match en retard de l'EST contre l'Union sportive tunisienne avant la finale, ce qui aurait permis au défenseur Abdelkader Ben Saïel de purger sa suspension et de participer à la finale. Mais, malgré la disposition de l'EST à jouer ce match en cours de semaine et à ne pas perturber le calendrier des compétitions, la fédération, forte du soutien du ministère de la Jeunesse et des Sports, reste inflexible. Pour le public, c'est un complot contre son équipe et le but marqué par le Club sportif sfaxien dès la première minute ne fait qu'augmenter la colère et déconcentrer les joueurs. Pour le Club sportif sfaxien, c'est la première victoire en coupe de Tunisie.
La gravité des incidents amènent à dissoudre l'EST ainsi que la fédération et un comité provisoire dirigé par Fathi Zouhir est constitué le lendemain.

## Résultats

### Troisième tour
- Association Mégrine Sport - Union sportive maghrébine : 3 - 1
- Jeunesse sportive kairouanaise - El Gawafel sportives de Gafsa-Ksar : 1 - 0
- Al-Hilal (Tunis) - Stade soussien : 3 - 2
- Étoile sportive aounienne - La Palme sportive de Tozeur : 3 - 0
- Éclair sportif d'Ebba Ksour - Hirondelle sportive de Kalâa Kebira : 6 - 0
- Stade africain de Menzel Bourguiba - Association sportive de Djerba : 4 - 0
- Widad Montfleury Diffusion - Stade gabésien : 4 - 2
- Patriote de Sousse - Union sportive de Bousalem : 2 - 0
- Étoile sportive de Métlaoui - Étoile sportive de Gaâfour : 4 - 2
- Jendouba Sports - Olympique du Kef : 2 - 0
- Océano Club de Kerkennah - Aigle sportif de Téboulba : 0 - 0 (OCK qualifié aux corners)
- Espoir sportif de Hammam Sousse - Association sportive de l'Ariana : 2 - 1
- Club sportif de Hammam Lif - Avenir populaire de Soliman : 0 - 0 (qualifié aux corners : 8 - 2)
- Association sportive militaire de Tunis - Olympique de Béja : 2 - 0
- Club sportif des municipaux - Union sportive de Ksour Essef : 2 - 1 (a. p.)
- Stade sportif sfaxien - Jeunesse sportive d'El Omrane : 4 - 2
- STIR sportive de Bizerte - ?

### Seizièmes de finale
30 équipes participent à ce tour, les 17 qualifiés du tour précédent et treize clubs de la division nationale.
| Date            | Équipe 1                           | Équipe 2                                | Score 90'                         |
| --------------- | ---------------------------------- | --------------------------------------- | --------------------------------- |
| 17 janvier 1971 | Union sportive tunisienne          | Club sportif des cheminots              | 0 - 0 (UST qualifiée aux corners) |
| 17 janvier 1971 | Jendouba Sports                    | Océano Club de Kerkennah                | 2 - 0                             |
| 17 janvier 1971 | El Makarem de Mahdia               | Union sportive monastirienne            | 1 - 0                             |
| 17 janvier 1971 | Club athlétique bizertin           | Sfax railway sport                      | 2 - 1                             |
| 17 janvier 1971 | Club sportif des municipaux        | Football Club de Jérissa                | 1 - 0                             |
| 17 janvier 1971 | Stade tunisien                     | Espoir sportif de Hammam Sousse         | 1 - 0                             |
| 17 janvier 1971 | Club sportif sfaxien               | Stade sportif sfaxien                   | 5 - 0                             |
| 17 janvier 1971 | Club africain                      | -                                       | Qualifié d’office                 |
| 17 janvier 1971 | Étoile sportive du Sahel           | Avenir sportif de La Marsa              | 3 - 0                             |
| 17 janvier 1971 | Espérance sportive de Tunis        | STIR sportive de Bizerte                | 1 - 0                             |
| 17 janvier 1971 | Stade africain de Menzel Bourguiba | Widad Montfleury Diffusion              | 2 - 0                             |
| 17 janvier 1971 | Association Mégrine Sport          | Jeunesse sportive kairouanaise          | 2 - 0                             |
| 17 janvier 1971 | Patriote de Sousse                 | Étoile sportive de Métlaoui             | 5 - 4                             |
| 17 janvier 1971 | Étoile sportive aounienne          | Éclair sportif d'Ebba Ksour             | 1 - 0                             |
| 17 janvier 1971 | Club sportif de Hammam Lif         | Association sportive militaire de Tunis | 2 - 0                             |
| 17 janvier 1971 | Club olympique des transports      | Al-Hilal (Tunis)                        | 4 - 1                             |

### Huitièmes de finale
| Date            | Équipe 1                           | Équipe 2                    | Score 90' |
| --------------- | ---------------------------------- | --------------------------- | --------- |
| 21 février 1971 | Club sportif de Hammam Lif         | Stade tunisien              | 2 - 1     |
| 21 février 1971 | Club sportif sfaxien               | Club sportif des municipaux | 3 - 0     |
| 21 février 1971 | Espérance sportive de Tunis        | Union sportive tunisienne   | 1 - 0     |
| 21 février 1971 | El Makarem de Mahdia               | Club africain               | 1 - 0     |
| 21 février 1971 | Étoile sportive du Sahel           | Club athlétique bizertin    | 2 - 1     |
| 21 février 1971 | Jendouba Sports                    | Patriote de Sousse          | 3 - 0     |
| 21 février 1971 | Stade africain de Menzel Bourguiba | Étoile sportive aounienne   | 2 - 0     |
| 21 février 1971 | Club olympique des transports      | Association Mégrine Sport   | 4 - 1     |

### Quarts de finale
| Date          | Équipe 1                      | Équipe 2                      | Score 90'             |
| ------------- | ----------------------------- | ----------------------------- | --------------------- |
| 10 avril 1971 | Club sportif de Hammam Lif    | Club sportif sfaxien          | 1 - 1                 |
| 7 mai 1971    | Club sportif sfaxien          | Club sportif de Hammam Lif    | 2 - 0                 |
| 10 avril 1971 | Espérance sportive de Tunis   | El Makarem de Mahdia          | 2 - 1                 |
| 10 avril 1971 | Club olympique des transports | Étoile sportive du Sahel      | 0 - 0                 |
| 7 mai 1971    | Étoile sportive du Sahel      | Club olympique des transports | 3 - 1                 |
| 10 avril 1971 | Jendouba Sports               | -                             | Qualifiée directement |

### Demi-finales
| Date        | Équipe 1                    | Équipe 2                    | Score 90'                         |
| ----------- | --------------------------- | --------------------------- | --------------------------------- |
| 16 mai 1971 | Club sportif sfaxien        | Jendouba Sports             | 3 - 0                             |
| 16 mai 1971 | Espérance sportive de Tunis | Étoile sportive du Sahel    | 0 - 0                             |
| 21 mai 1971 | Étoile sportive du Sahel    | Espérance sportive de Tunis | 1 - 1 (EST qualifiée aux corners) |

### Finale
| Date         | Équipe 1             | Équipe 2                    | Score 90' |
| ------------ | -------------------- | --------------------------- | --------- |
| 13 juin 1971 | Club sportif sfaxien | Espérance sportive de Tunis | 1 - 0     |

Le but de la finale est marqué par Abdelwahab Trabelsi à la première minute. Le match est arbitré par un trio marocain composé de Bourezki[Qui ?], Moulay Idriss et Bennani[Qui ?].
- Formation du Club sportif sfaxien (entraîneur : Jivko Popadic) : Moncef Griche, Habib Jerbi, Moncef Melliti, Abdelwahab Benghazi, Mohamed Raouf Najar, Abdelwahab Trabelsi, Moncef Ben Barka (puis Mohamed Ali Akid), Alaya Sassi, Habib Trabelsi, Mongi Dalhoum et Ali Graja
- Formation de l'Espérance sportive de Tunis (entraîneur : Abderrahmane Ben Ezzedine) : Mokhtar Gabsi, larbi Gueblaoui, Habib Kochbati, El Kamel Ben Abdelaziz (puis Hechmi Chaffar), Ridha Akacha, Raouf Meddeb, Temime Lahzami, Abdelmajid Ben Mrad, Mohamed Torkhani, Taoufi Laâbidi et Abdeljabar Machouche

## Meilleurs buteurs
Abdelwahab Trabelsi (Club sportif sfaxien) et Abdesselem Chaâtani (Club olympique des transports) marquent chacun quatre buts. 